# Leon Abbey

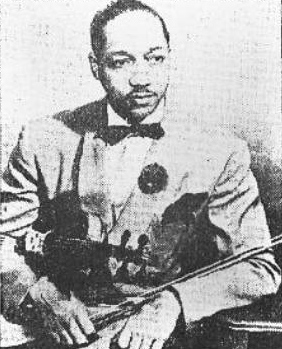
Leon Abbey

Leon Alexander Abbey (* 7. Mai 1900 in Minneapolis; † 15. September 1975 in Chicago) war ein amerikanischer Jazzviolinist und Bandleader, der in den 1920er und 1930er Jahren durch seine Tourneen zur weltweiten Verbreitung des Jazz beitrug.

## Leben und Wirken
Leon Abbey begann Ende der 1910er in Minneapolis mit der Leitung verschiedener Ensembles. Abbey gehörte ab 1920 zum Orchester von J. Rosamund Johnson (1873–1954). Anfang 1925 begleitete er die Bluessängerin Clara Smith bei ihren Aufnahmen von You Better Keep the Home Fires Burning und If You Only Knowed. Zur Eröffnung des New Yorker Savoy Ballroom wurde er mit seinen Charleston Bearcats engagiert, die er dann aufgrund der Länge des Engagements im Savoy Savoy Bearcats nannte und mit denen er 1926 auch für Victor aufnahm. Nach dem Ende des Engagements im Savoy trat die Gruppe weiter unter seinem Namen auf.
1927 ging Abbey mit seiner Band nach Buenos Aires; er trat ein Jahr lang in Lateinamerika auf. Mit einer neu zusammengestellten Band spielte er über mehrere Jahre in Frankreich, England, der Schweiz und den Niederlanden (1930 gehörten Cyril Blake und Rudolph Dunbar zu seiner Band). 1936 nahm er mit Musikern wie Rudy Jackson, Castor McCord und Emile Christian ein Engagement in Indien an; er spielte mit seinem Nonett als erster in Bombay Swingmusik. Er tourte dann mit seiner Band durch Schweden und Norwegen.
Abbey kehrte erst nach Beginn des Zweiten Weltkriegs wieder nach Amerika zurück, wo er als musikalischer Leiter der Band von Ethel Waters fungierte. 1941 gründete er in New York ein eigenes Trio; er ging dann nach Chicago, wo er im Trio mit Pianist Barrington Perry und Bassist Rail Wilson spielte. In den frühen 1950er Jahren spielte er bereits elektrisch verstärkte Violine, auch bei Schallplattenaufnahmen (1954 für Parrot Records) Mitte der 1950er betrieb er in Chicago einen eigenen Nachtclub. Er war bis 1964 als Musiker tätig.